# Sindrom postularne ortostatske tahikardije
Sindrom postularne ortostatske tahikardije (POTS) je oblik ortostatske intoleracije definiran kao kontinuiran porast srčane frekvencije za ≥ 30 otkucaja u minuti ili kao porast frekvencije na vrijednost od ≥ 120 otkucaja u minuti unutar 10 minuta od početka stajanja ili head-up tilt testa uz pojavu simptoma ortostatske intolerancije i odsutnost ortostatske hipotenzije. Ortostatska intolerancija se može opisati kao nemogućnost toleriranja uspravnog stava uz olakšanje simptoma nakon zauzimanja ležećeg položaja.
Velik broj pacijenata iskusi znatno poboljšanje nakon točno postavljene dijagnoze i pravilnog liječenja.

## Epidemiologija
Pacijenti kojima je dijagnosticiran POTS su uglavnom žene, s omjerom; žene 4-5,  muškarci 1. 
Starost pacijenata je između 15 i 50 godina.
Mnoge studije su potvrdile nisku kvalitetu života kod osoba s POTS-om, usporediva s kvalitetom života osoba za kongestivnim zatajenjem srca.
Česte pogrešne dijagnoze su anksioznost, depresija, sindrom kroničnog umora, konverzivni poremećaj, te je u prosjeku dijagnoza POTS-a odgođena za 5 godina.

## Patofiziologija
Nekoliko patofizioloških mehanizama je uključeno u razvoj POTS-a:
- distalna periferna neuropatija,
- poremećaji centralne kontrole simpatičkog živčanog sustava,
- autoantitijela na adrenergičke i muskarinske receptore
- oštećenje sinaptičkih mehanizama ponovnog unosa norepinefrina,
- poremećaji renin-angiotenzin-aldosteron osovine,
- promjene u sintetičkom putu norepinefrina.[3]

## Klinička slika
Najčešći simptomi povezani s POTS-om su:
- omamljenost,
- ošamućenost,
- presinkopa,
- slabost
- intolerancija vrućine
- glavobolje
- poremećaji spavanja
- problemi s probavnim traktom i
- palpitacije.

## Dijagnoza
Kako se stajanjem simptomi pogoršavaju a olakšanje nastupa nakon zauzimanja ležećeg položaja to je jedno od karakterističnih obilježje POTS-a. Pri postavljanju dijagnoze koriste se; aktivni test stajanja i pasivni head-up tilt test, zajedno s detaljnom povijesti bolesti i kliničkim pregledom. 

## Liječenje
- Nefarmakoterapijski pristup liječenju POTS-a podrazumijeva; povećan unos soli i vode te vježbanje.
- Farmakoterapija je usmjerena prema; povećanju volumena tekućine, povećanju periferne vaskularne rezistencije i smanjenju centralne aktivnosti simpatičkog živčanog sustava.
- Novije studije povezuju POTS s autoimunim uzrokom, te kod većine pacijenata pronalaze se antitijela na alfa i beta adrenergičke receptore, te muskarinske receptore. U slučaju autoimunog uzroka liječenje visokim dozama intravenoznih imunoglobulina je opcija. Nekoliko studija je ukazalo na uspjeh u liječenju imunoglobulinima, a veće randomizirane studije su u tijeku.

## Vanjske poveznice
|  | Molimo pročitajte upozorenje o korištenju medicinskih informacija. Ne provodite liječenje bez savjetovanja s liječnikom! |